# 칭제건원론
칭제건원론(稱帝建元論)은 군주를 황제라 칭하고, 독자적인 연호를 사용하자는 주장을 말한다.
고려 광종때 실시하였으며, 고려 인종때, 묘청을 비롯한 서경 세력이 표문을 올려, 칭제건원을 주장하였다.

## 같이 보기
- 고려 광종
- 고려 인종
- 묘청
- 대한제국 고종